# Elvira Menendez
Elvira Menendez (Elvira Menéndez, Portugália, 875 – León, 920) leóni királyné (890–920), II. Ordoño leóni király első felesége.
Hermenegildo Guterres coimbrai gróf lányaként, feltehetőleg Coimbrában született, és 890-ben Leónban, az ország fővárosában ment feleségül a királyhoz.
Gyermekeik közül három is király lett:
- Sáncho Ordoñez (895?–929) Galicia királya (I. Sancho, 925–929),
- Alfonz (897?–933) León királya (IV. (Szerzetes) Alfonz, 925–931),
- Ramiro (898?–951) szintén León királya (II. Ramiro, 931–951).